# Scott Island (ö i Australien, Western Australia)
Scott Island är en ö i Australien. Den ligger i delstaten Western Australia, omkring 1 900 kilometer nordost om delstatshuvudstaden Perth. Arean är 0,18 kvadratkilometer. Den sträcker sig 0,7 kilometer i nord-sydlig riktning, och 0,9 kilometer i öst-västlig riktning.
Savannklimat råder i trakten. Genomsnittlig årsnederbörd är 1 474 millimeter. Den regnigaste månaden är februari, med i genomsnitt 385 mm nederbörd, och den torraste är augusti, med 4 mm nederbörd.